# Апенински полуостров
Апенинският полуостров (на италиански: Penisola appenninica) или Италиански полуостров (Penisola italiana) е най-малкият от трите големи полуострова в Южна Европа. Дължи името си на планинската верига Апенини, която минава по цялото му протежение. Заради формата си шеговито е наричан „ботушът". Три малки полуострова допълват това впечатление: Калабрия („върхът“), Саленто („токът“) и Гаргано („шпората“).
От политическа гледна точка той е почти изцяло част от Италианската република: единствените изключения са териториите на държавите Сан Марино и Ватикана.

## География

### Размери и граници
Полуостровът заема площ от 149 000 км², което e само 44% от територията на Италия. Вдава се на 1100 км в Средиземно море. Ширината му варира от 125 до 300 км. От три страни границите му са ясно определени от съседните морета, а от север опира в Паданската низина. Проходът Кадибона се приема за граница между Апенините и Алпите, а също и за край на Апенинския полуостров на северозапад.

### Брегове
Бреговете са слабо разчленени. Те опират на Йонийско, Адриатическо, Тиренско и Лигурско море. Оформени са малки и средноголеми заливи, някои от които доста известни: Гаета, Неаполитански и Салернитански на западното, Тарeнтски на южното и Манфредония на източното крайбрежие. От тях най-голям е Тарeнтският, считан от италианците за вътрешно море. Край Апенинския полуостров се намират някои от най-големите средиземноморски острови - Сицилия (25 700 км²), Сардиния (24 000 км²), Корсика (8680 км²), както и множество малки островчета: Елба (от Тосканския архипелаг), Иския, Капри, Еолийските острови.

### Релеф
Основата на полуострова се състои от много стари палеозойски скали, претърпели всевъзможни промени - нагъвания, разломи, издигания и пропадания. Състоят се от метаморфни скали, интрузивни тела, лавови полета. Те са останки от съществувал през Мезозоя масив Тиренеида. Днес районът продължава да е много активен в тектонско отношение - има няколко действащи вулкана (много активния Етна, рязко изригващия, но с голям потенциал Везувий, Стромболи и др.), постоянно се случват земетресения (напр. през април 2009 г. с център Акуила).
Апенинските планини заемат 80% от полуострова. Те са средно високи, със заоблени форми, без да са претърпели активно въздействие на ледници. Изключение прави най-високият масив (т. нар. Гран Сасо д'Италия), където се издига първенецът на планината Корно Гранде (2914 м), заобиколен от циркуси и скалисти ръбове. Единственият масив на полуострова, който не е част от Апенините, е Гарганският с височина 1056 м. По крайбрежията са се оформили неголеми равнинни райони: Тоскана, Марема (около Рим), Неаполитанската равнина, Таволиере деле Пулие в Пулия. Целият полуостров Саленто също е равнинен. На много места се забелязват следи от някогашни вулканични кратери, в някои от които има езера. В района на Везувий са известните Флегрейски полета - спящ супервулкан, чието евентуално изригване би унищожило район с диаметър 150-200 км.

### Води
Полуостровът е много богат на реки и езера. Реките са къси, а речната мрежа - гъста. Поради геоструктурни особености по-големи са реките от западната страна на Апенините. Те имат типичен плувиален режим - с големи колебания в пълноводието (пълноводни при снеготопенето през пролетта и маловодни през дългото горещо лято). По-малките реки от източното крайбрежие често имат пороен характер - през пролетта причиняват наводнения, а през лятото напълно пресъхват. Наричат се „фиумари“. Най-голямата река е Тибър (405 км), следвана от Арно (245 км), Волтурно (175 км), Омброне (160 км) и Гариляно (158 км).
Между Рим и Флоренция, където в геоложкото минало се забелязва активен вулканизъм, днес съществуват четири красиви кратерни езера - Тразименското (128 км²), Болсена (114 км²), Брачано (57 км²) и Вико. На полуостров Гаргано има две крайморски езера - Лезина и Варано. Ледниковите езера в планините са допълнени са от множество микроязовири.

### Климат
Климатът е субтропичен, с изключение на планините. Близостта на топли морски басейни осигурява мека зима, без белези на континентален климат. Относителната влажност е висока, въздушните маси - предимно горещи, средната температура е 15°, но се увеличава от север на юг. Летните температури са от 24 до 28°, зимните между 5 и 12. Валежите варират от 700 до 1500 мм, но са сезонно разпределени - 90% от тях падат от края на есента до началото на пролетта. Отбелязват се и териториални различия: най-големите валежи падат по западните склонове на Апенините към Лигурско море (2000 - 3000 мм), а най-малки на полуостров Саленто - под 760 мм годишно.

### Природа
Най-голямо разпространение имат червеноземните почви (terra rossa), а след тях - канелените. В планините преобладават кафявите горски почви, а в низините край-големите реки - алувиалните. Климатът на Апенинския полуостров предполага господстващата природна зона да бъде субтропични вечнозелени ниски гори и храсти. Същинските широколистни гори са разпространени в планините, но заемат само 20% от полуострова. Огромни площи са освободени от горска и храстова растителност и са превърнати в поля или обработваеми площи, в овощни и зеленчукови градини. Естественият животински свят се е запазил само в по-високите планински пояси.

## История
Първата високо развита цивилизация на Апенинския полуостров е тази на етруските (VІІІ - ІV в. пр. н. е.). По същото време в южните части се появяват първите гръцки колонии (Куме, Неаполис, Тарент, Посейдония), които оказват огромно влияние върху бъдещето на тези земи. С издигането на Рим полуостровът е обединен политически (264 г.) и се превръща в сърцевина на все по-силната Римска република. Постепенно за териториите му се налага името Италия. Когато държавата се разширява, Италия остава с особено положение (не провинция), в която се намира столицата и никой генерал не може да въвежда войски на своя глава.
През V век от н. е. на Апенинския полуостров нахлуват варварите (първо вестготите), които разрушават Римската империя. Създават Остготското и Лангобардското кралство. През VІІІ век в средата му се появява Папската държава, а северната част попада под властта на Карл Велики. През Средновековието и ранните векове на Новото време полуостровът се оказва разделен на множество малки държави (херцогства и графства), дълго продължава присъствието на Византия. Нахлуват норманите, после - французите и испанците. Докато на юг съществува голямото Неаполитанско кралство, на север се образуват градове-републики, където се възражда търговията и почитта към класическото изкуство.
Едва през ХІХ век Апенинският полуостров се оказва отново обединен, този път под властта на Кралство Италия.

## Съвременно политическо състояние
Днес на Апенинския полуостров съществуват три държави - почти целият е зает от Италия, а като малки анклави в територията ѝ са разположени Сан Марино и Ватикана. Тук е италианската столица Рим, но само четири от десетте най-големи града (Рим, Неапол, Флоренция и Бари). Икономически това е сравнително по-изостанал район спрямо Паданската низина, с преобладаващо селско стопанство. Населението се състои почти само от италианци, които се отличават според региона. То наброява 32,5 млн. души или около 55% от това на цяла Италия.